# Nuno Afonso
Nuno Miguel Figueiredo Afonso (Lisbona, 6 ottobre 1974) è un ex calciatore portoghese, di ruolo difensore.
Difensore centrale, vanta 69 presenze e 1 gol in Primeira Liga. Partecipa alle Olimpiadi di Atlanta 1996, dove la Nazionale olimpica portoghese raggiunge il quarto posto.

## Palmarès

### Club

#### Competizioni nazionali
- Campionato portoghese: 1

Benfica: 1993-1994